# Máquina autorreplicante

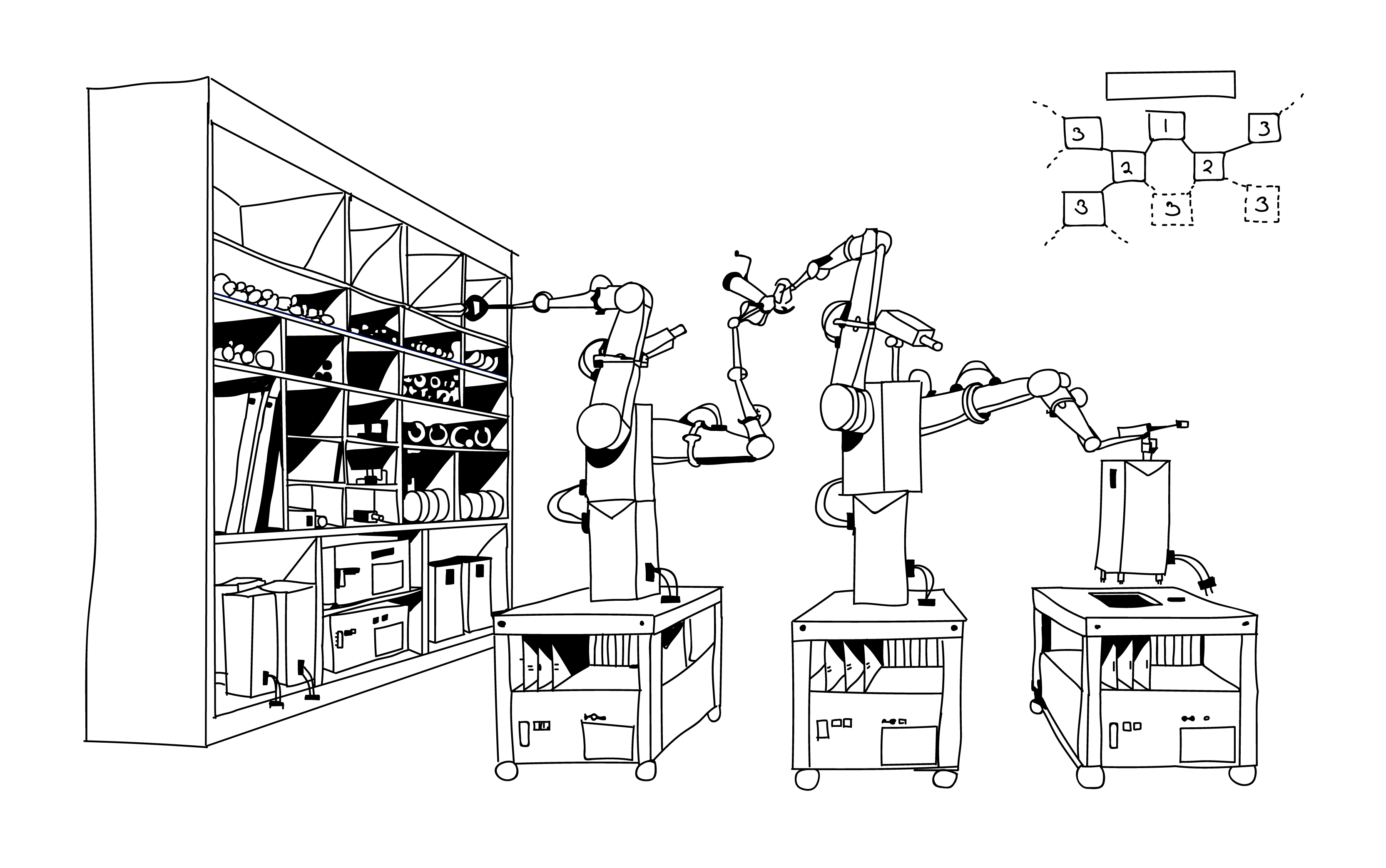
Una forma simplificada de máquina autorreplicante

Una máquina autorreplicante es una construcción artificial que es teóricamente capaz de fabricar una copia de sí mismo en forma autónoma, usando materias primas tomadas del ambiente que la rodea.
El concepto de máquinas autorreplicantes ha sido propuesto y examinado por Homer Jacobsen, Edward F. Moore, Freeman Dyson, John von Neumann y en tiempos más recientes por K. Eric Drexler en su libro sobre nanotecnología, Motores de la Creación y por Robert Freitas y Ralph Merkle en su artículo Kinematic Self-Replicating Machines (en español: Máquinas autorreplicantes Cinemáticas) que proporcionó el primer análisis comprensivo de todo el espacio de diseño de replicadores. Una máquina autorreplicante es, como el nombre lo sugiere, un sistema autorreplicante artificial que está basado en automatización y tecnología de gran escala convencional.
El desarrollo futuro de tal tecnología ha sido puesta como protagonista y parte integral de varios planes que involucran el minado de lunas y anillos asteroides por minerales y otros materiales, la creación de fábricas lunares e incluso la construcción de satélites de energía solar en el espacio. La posiblemente mal denominada sonda de von Neumann es un ejemplo teórico de tal máquina. Von Neumann también trabajó en lo que él llamaba constructor universal, una máquina autorreplicante que operaría en un ambiente celular autómata.
Ciertos términos idiosincráticos son encontrados ocasionalmente en la literatura. Por ejemplo, el término "replicador ruidoso" lo usó Drexler para distinguir a los sistemas replicantes de macroescala de los nanorrobots microscópicos o "ensambladores" que la nanotecnología pueden hacer posible, pero el término es informal y raramente se usa en las discusiones populares o técnicas. Los replicadores también han sido llamados "máquinas von Neumann" por el autor John von Neumann, quien fue el primero en estudiar rigurosamente la idea. Pero este término es menos específico y también se refiere a una arquitectura computacional completamente diferente propuesta por von Neumann, así que su uso se desaconseja cuando la precisión es importante. El mismo von Neumann usó el término "constructor universal" para describir tales máquinas autorreplicantes.
Los historiadores de las máquinas herramientas, incluso antes de la era del control numérico, algunas veces hablaban figurativamente de las máquinas herramientas como una clase de máquinas que es única debido a su habilidad de "reproducirse a sí mismas", por lo que ellos querían decir la habilidad de hacer copias de todas sus partes. Sin embargo, implícito en tales discusiones está el hecho de que un ser humano estaría controlando los procesos de corte (o, posteriormente, al menos de la planeación y la programación de ellas) y luego el ensamblaje de estas partes. Lo mismo es verdad acerca de los RepRaps, que son otra clase de máquinas algunas veces mencionadas en referencia a la "autorreplicación" no autónoma. En contraste, las máquinas que son verdaderamente autorreplicantes en forma autónoma son el principal foco de discusión en este artículo.

## Concepto básico
Una máquina autorreplicante necesitaría tener la capacidad de obtener energía y materia prima, procesar y transformar la materia prima en componentes finales, y luego ensamblarlos en una copia de sí misma. Además, para una autoreplicación completa, debe, partiendo desde cero, producir todas sus partes desde la más pequeña, como por ejemplo, rodamientos, conectores y todos los componentes necesarios no importando lo delicado o complejo. Es poco probable que todo esto pudiera ser contenido en una sola estructura única, pero podría ser posible para un grupo de máquinas cooperando entre sí o de una fábrica autómata que sea capaz de fabricar todas las máquinas que la comprenden.
La fábrica podría producir robots mineros para extraer o recolectar materia prima, robots constructores para ensamblar nuevas máquinas, y robots de reparación para hacer la mantención de sus propios componentes para enfrentar el deterioro y desgaste natural de su funcionamiento, todo esto sin intervención o dirección de seres humanos. La ventaja de este sistema yace en su habilidad para expandir su propia capacidad rápidamente y sin esfuerzo humano adicional. En esencia, la inversión inicial requerida para construir el primer dispositivo autorreplicante tendría una recuperación infinita grande sin ningún costo adicional de mano de obra.
Tales máquinas no violan ningún ley física, y las tecnologías básicas necesarias para algunos de los diseños y propuestas más detallados ya existen.

## Historia del concepto
El concepto general de las máquinas artificiales capaces de producir copias de sí mismas se remonta hacia al menos centenares de años. Una de las primeras referencias es una anécdota respecto al filósofo René Descartes, quien le sugirió a la reina Cristina de Suecia que el cuerpo humano podría ser considerado una máquina, ella le respondió apuntando a un reloj y le ordenó "vea que produzca hijos". Varias otras versiones de esta anecdótica respuesta existen. Samuel Butler propuso en su novela Erewhon del año 1872, que las máquinas ya eran capaces de reproducirse a sí mismas pero el hombre era el hacía eso, y agregaba que las "máquinas que reproducían maquinaria no reproducían máquinas de su propia clase".
En 1802 William Paley formuló el primer argumento teleológico conocido presentando máquinas produciendo a otras máquinas, sugiriendo que el argumento de quién originalmente construyó el primer reloj no tenía validez si se podía demostrar que el reloj era capaz de fabricar una copia de sí mismo. El estudio científico de máquinas autorreplicantes fue anticipado por John Bernal tan tempranamente como en el año 1929 y por matemáticos tales como Stephen Kleene quien comenzó a desarrollar la teoría de la recursión en la década de los años 1930. Mucho de su trabajo final fue motivado por el interés en los algoritmos y procesamiento de la información más que en la implementación física de tal sistema.

### Modelo cinemático de von Neumann
Una propuesta conceptual detallada para un sistema autorreplicante físico no-biológico fue propuesto por primera vez por el matemático John von Neumann en unas charlas realizadas entre 1948 y 1949, cuando él propuso un modelo de un autómata autoreproductor cinemático como un experimento mental. El concepto de una máquina autorreplicante física de Von Neumann solo fue tratado en forma abstracta, con una máquina hipotética usando un "mar" o almacenamiento de repuestos como su fuente de materia prima. La máquina tenía un programa almacenado en una cinta de memoria que la dirigía a recobrar las partes desde este "mar" usando un manipulador, ensamblándolas a continuación en un duplicado de sí misma, para luego copiar los contenidos de su cinta de memoria en la de la máquina recién duplicada. La máquina fue ideada como compuesta por tan poco como ocho tipos diferentes de componentes; cuatro elementos lógicos que enviaban y recibían estímulos y cuatro elementos mecánicos usados para proporcionar un esqueleto estructural y movilidad. Mientras cualitativamente ingenioso, von Neumann estaba evidentemente insatisfecho con este modelo de máquina autorreplicante debido a las dificultades de analizarlo con rigor matemático. Él prosiguió a desarrollar un modelo autorreplicante incluso más abstracto basado en un autómata celular. Su concepto cinemático original permaneció poco conocido hasta que fue popularizado en un número de Scientific American del año 1955.

### Plantas vivientes artificiales de Moore
En 1956 el matemático Edward F. Moore propuso la primera sugerencia práctica conocida de una máquina autorreplicante real, también publicada en la Scientific American. Las "plantas vivientes artificiales" de Moore fueron propuestas como máquinas capaces de usar aire, agua y suelo como materia prima y obtener su energía de la luz solar por medio de una batería solar o un motor de vapor. Él seleccionó la costa como el hábitat inicial para tales máquinas, dándoles un fácil acceso a los químicos del agua salada, y sugirió que generaciones posteriores de la máquina podrían ser diseñadas para flotar libremente sobre la superficie del océano como una barcazas factorías autorreplicantes o podrían ser colocadas en un terreno baldío desierto que no tuviera utilidad para propósitos industriales. Los autorreplicantes serían "cosechados" por sus partes componentes para ser usados por la humanidad en otras máquinas no autorreplicantes.

### Sistemas replicantes de Dyson
El siguiente mayor desarrollo del concepto de máquinas autorreplicantes fue una serie de experimentos propuestos por físico Freeman Dyson en su charla Vanuxem de 1970. Él propuso tres aplicaciones a gran escala de máquinas autorreplicantes. La primera era enviar un sistema autorreplicante a la luna Encélado de Saturno, que además de producir copias de sí misma estaría programada para fabricar y lanzar naves espaciales de carga propulsadas por una vela solar. Estas naves espaciales transportarían bloques de hielo de Encélado a Marte, donde ellos serían usados para terraformar el planeta. Su segunda propuesta fue un sistema de fábricas alimentadas por energía solar diseñadas para un ambiente terrestre desértico, y la tercera era un "kit de desarrollo industrial" basado en este replicador que podría ser vendido a países en desarrollo para proporcionarle a estos una capacidad industrial del tipo que desearan. Cuando Dyson revisó y reimprimió su charla de 1979 él agregó propuestas para una versión modificada de las plantas vivientes marinas artificiales que estaba diseñada para destilar y almacenar agua dulce para uso humano y para el "Astrochicken".

### Automatización avanzada para misiones espaciales

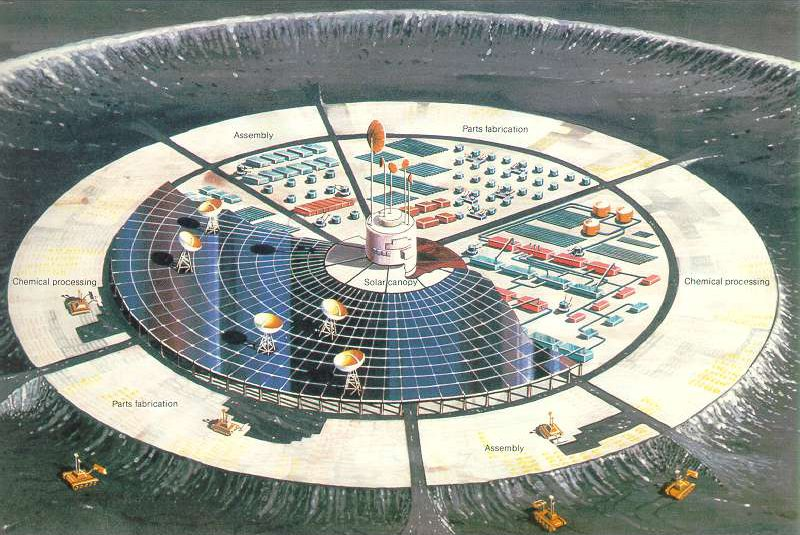
Una concepción artística de una fábrica lunar robótica "auto-desarrollable"

En 1980, inspirado por un "Taller de Nuevas Direcciones" de 1980 llevado a cabo en Wood's Hole, la NASA condujo un estudio de verano conjunto con la American Society for Engineering Education, ASEE titulado Automatización Avanzada para Misiones Espaciales para producir una propuesta detallada de fábricas autorreplicantes que desarrollarían los recursos de la Luna sin el requerimiento de lanzamientos adicionales o de trabajadores humanos en terreno. El estudio fue conducido en la Santa Clara University y se desarrolló entre el 23 de junio y el 29 de agosto, con el informe final publicado en 1982. El sistema propuesto tendría que ser capaz de incrementar exponencialmente la capacidad productiva y el diseño podría ser modificado para construir sondas autorreplicantes para explorar la galaxia.
El diseño de referencia incluía pequeños carros eléctricos controlados por computadora desplazándose en rieles al interior de la fábrica, "máquinas pavimentadoras" móviles que usaban grandes espejos parabólicos para enfocar la luz del sol en el regolito lunar para fundirlo y sinterizarlo en una superficie dura capaz de ser usada como base para construir sobre ella, y cargadores frontales robóticos para minería a cielo abierto. El regolito lunar en bruto sería refinado por una variedad de técnicas, principalmente lixiviación con ácido fluorhídrico. Grandes transportes con una variedad de brazos manipuladores y herramientas fueron propuestos con los constructores que juntarían todo en nuevas fábricas de partes y piezas producidos por su "padre".
La energía sería proporcionada por una "cubierta" de celdas solares apoyadas en pilares. La otra maquinaria sería colocada bajo esta cubierta.
Un "robot de fundición" usaría herramientas de esculpido y plantillas para fabricar moldes de yeso. El yeso fue seleccionado debido a que los moldes son fáciles de fabricar, se pueden hacer partes de precisión con buenos acabados, el yeso puede ser fácilmente reciclado después de ser usado en un horno, calentándolo y sacando el agua. El robot vaciaría en moldes la mayor parte de las piezas ya sea de roca fundida no conductiva (basalto) o de metales refinados. Un sistema de cortado y soldado con un láser de dióxido de carbono también estaba incluido.
Un fabricante de microchip más especulativo, más complejo fue especificado para producir el computador y los sistemas electrónicos, pero los diseñadores también dijeron que sería más práctico enviarlos desde la Tierra como si fueran "vitaminas".
Un estudio de 2004 apoyado por el Instituto de Conceptos Avanzados de la NASA llevó esta idea más allá. Algunos expertos están comenzando a considerar a las máquinas autorreplicantes para el minado de asteroides.
La mayor parte de los estudios de diseño estaban interesados con un sistema químico simple, flexible para el procesamiento de los minerales y las diferencias entre la proporción de elementos necesarios para el replicador, y la proporción disponible en el regolito lunar. El elemento que más limita la tasa de crecimiento era el cloro, necesario para procesar el regolito para obtener aluminio. El cloro es muy raro en el regolito lunar.

### ReplicadoresAuxonesde Lackner-Wendt
En 1995, inspirado por las sugerencias de Dyson de 1970, de sembrar los desiertos deshabitados de la Tierra con máquinas autorreplicantes para el desarrollo industrial, Klaus Lackner y Christopher Wendt desarrollaron un bosquejo más detallado para tal sistema. Ellos propusieron una colonia de robots móviles cooperadores de un tamaño de entre 10–30 cm funcionando sobre rieles de cerámica electrificados alrededor de equipo de fabricación estacionario y campos de celdas solares. Su propuesta no incluía un completo análisis de los requerimientos de material del sistema, pero describían un ingenioso método para extraer los diez elementos químicos más comunes encontrados en la capa superior del suelo desértico (Na, Fe, Mg, Si, Ca, Ti, Al, C, O2 y H2) usando procesos carbotérmicos de alta temperatura. Esta propuesta fue popularizada en la revista Discover, caracterizando un equipo de desalinización alimentado por energía solar usado para irrigar el desierto en que el sistema estaba basado. Ellos llamaron a sus máquinas "Auxons", del vocablo griega auxein que significa "cultivar".

## Trabajos recientes

### Prototipados rápidos autorreplicantes

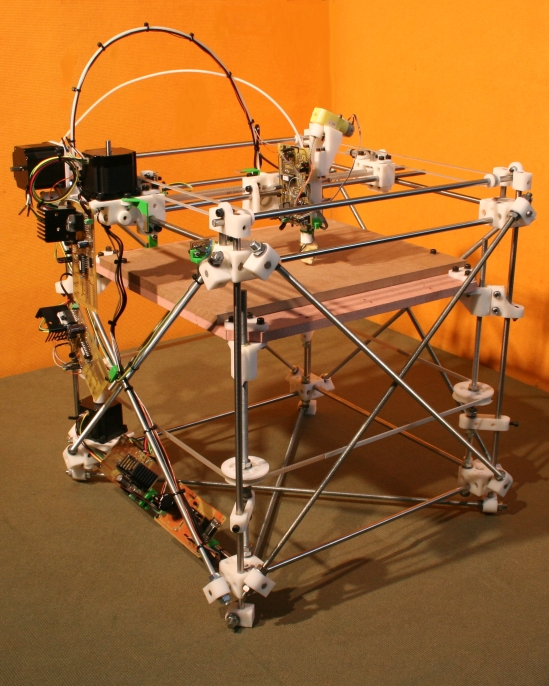
Prototipo RepRap 1.0 "Darwin"

Los primeros experimentos con el prototipado rápido en 1997-2000 no estuvo expresamente orientado hacia la reproducción de sistemas de prototipo rápido propiamente tales, sino más bien extendidos para simular técnicas de "robótica evolucionaría" en el mundo físico. Desarrollos posteriores del prototipo rápido le han dado al proceso la habilidad para producir una amplia variedad de componentes electrónicos y mecánicos, convirtiéndola en una frontera de rápido desarrollo en la investigación de sistemas autorreplicantes.
En 1998 Chris Phoenix esbozo informalmente un diseño para un replicador energizado hidráulicamente de unos pocos pies cúbicos en volumen que usaba la luz ultravioleta para curar materia prima plástica y un sistema de control lógico fluídico, pero no resolvió la mayor parte de los detalles de los procedimientos de ensamblaje, tasas de error o tolerancias del maquinado.

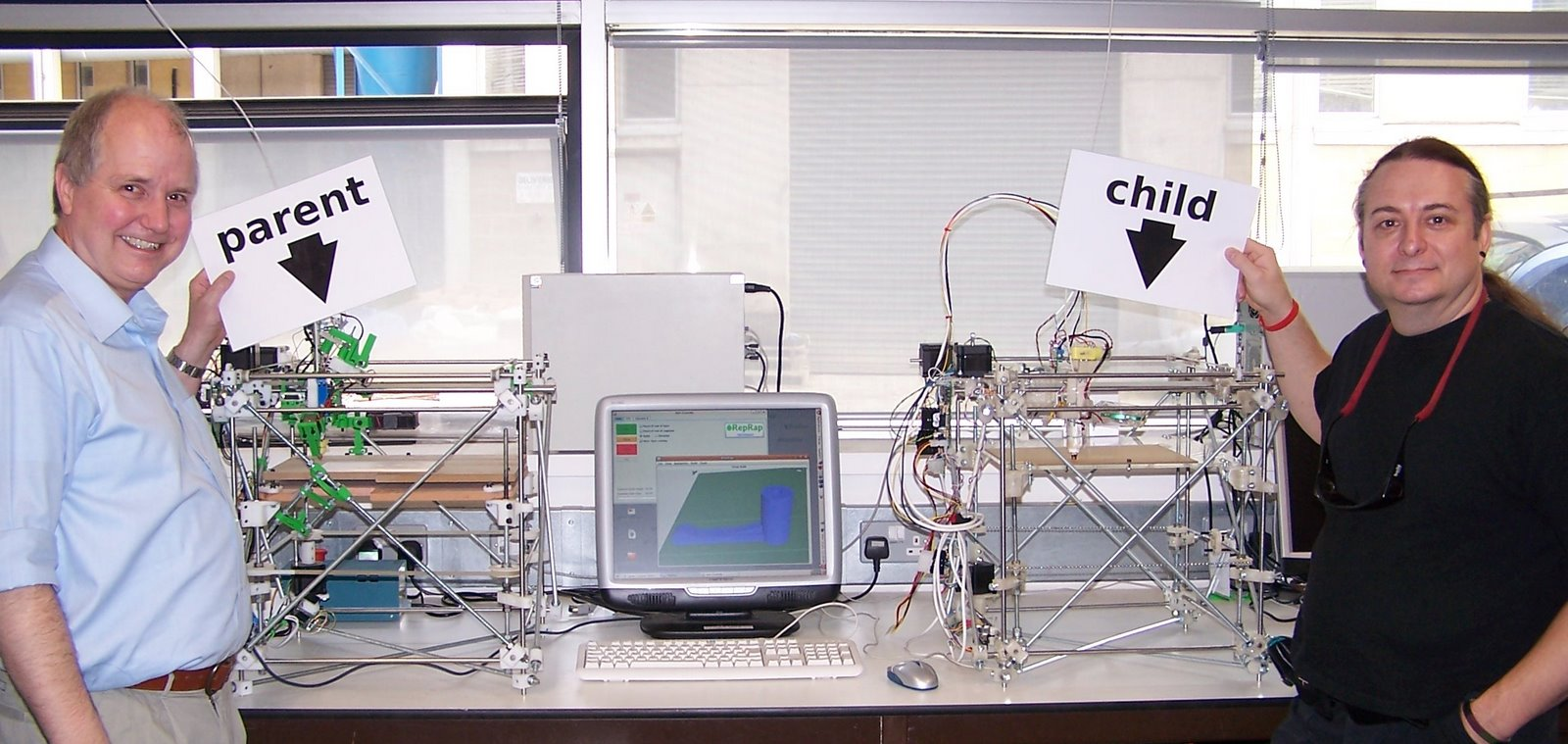
Todas las partes plásticas para la máquina de la derecha fueron producidos por la máquina casi idéntica de la izquierda. Adrian Bowyer (izquierda) y Vik Olliver(derecha) son miembros del proyecto RepRap.

En el 2005, Adrian Bowyer de la Universidad de Bath comenzó el Proyecto RepRap para desarrollar una máquina de prototipado rápido que sería capaz de fabricar algunas o la mayor parte de sus propios componentes, haciendo de tales máquinas lo suficientemente baratas como para que las personas pudieran comprarlas y usarlas en sus casas. El proyecto está publicando sus diseños y programas de control bajo una licencia GNU GPL. La aproximación del Proyecto RepRap es usar el modelamiento de deposición fusionado para fabricar componentes plásticos, posiblemente incorporando vías conductivas para circuitos. Otros componentes, tales como varas de acero, tuercas y tornillos, motores y componentes electrónicos separados, serían abastecidos externamente. En el año 2006 el proyecto produjo un prototipo básico funcional y en mayo de 2008 la máquina logró producir todas las partes plásticas que requería para fabricar una máquina 'hijo'.

### Estudios NIAC sobre sistemas autorreplicantes
En el espíritu del estudio de 1980 "Automatización Avanzada para Misiones Espaciales" (en inglés: Advanced Automation for Space Missions), el Instituto para Conceptos Avanzados de la NASA comenzó varios estudios de diseños de sistemas autorreplicantes en el año 2002 y 2003. Cuatro GRANTS de fase I fueron otorgados:
- Hod Lipson (Cornell University), "Autonomous Self-Extending Machines for Accelerating Space Exploration" (en castellano: Máquinas Autoextendibles Autónomas para Acelerar la Exploración Espacial)[31]
- Gregory Chirikjian (Johns Hopkins University), "Architecture for Unmanned Self-Replicating Lunar Factories" (en castellano: Arquitectura para Fábricas Lunares autorreplicantes No Manejadas por Humanos)[32]
- Paul Todd (Space Hardware Optimization Technology Inc.), "Robotic Lunar Ecopoiesis" (en castellano: Ecopoiesis Lunares Robóticas)[33][34]
- Tihamer Toth-Fejel (General Dynamics), "Modeling Kinematic Cellular Automata: An Approach to Self-Replication" (en castellano: Modelando Autómatas Celulares Cinemáticos: Una Aproximación a la Autoreplicación)[35][36] El estudio concluye que la complejidad del desarrollo era igual a la de un Pentium 4, y promovía un diseño basado en un autómata celular.

### Autoensamblador de la Universidad de Cornell
En el año 2005, un equipo de investigadores en la Cornell University, incluyendo a Hod Lipson, implementaron una máquina autoensamblable. La máquina está compuesta de una torre de cuatro cubos articulados, denominados molecubos, que pueden girar en un triagonal. Esto le permite a la torre funcionar como un brazo robótico, recolectando molecubos cercanos y ensamblando en una copia de sí mismo. El brazo es controlado por un programa informático, que está contenido dentro de cada molecubo, de forma análoga a como cada célula animal contiene una copia completa de sus ADN. Sin embargo, la máquina no puede fabricar molecubos individuales, ni estos ocurren naturalmente, así que su estado como autoreplicador es discutible.

## Construcción parcial
La construcción parcial es el concepto de que el constructor crea una progenie parcialmente construida (más que totalmente formada), la que es dejada completar su propia construcción.
El modelo de von Neumann de autorreplicación prevé que el autómata madre debería construir todas las porciones del autómata hijo, sin excepción y previo a la iniciación de esos hijos. La construcción parcial altera la relación de construcción entre autómatas padres e hijos, de tal forma que el padre construye solamente una porción de su hijo, y al iniciar esta porción de su hijo, de ahí se retrae de influir en su progenie. En vez se deja que esta complete su propio desarrollo. De tal forma que se sigue el mecanismo de desarrollo de un cigoto.

## Nave espacial autorreplicante
La idea de una nave espacial automatizada capaz de construir copias de sí misma fue propuesta por primera vez en la literatura científica en el año 1974 por Michael A. Arbib, pero el concepto había aparecido anteriormente en la ciencia ficción en obras como la novela de 1967 Berserker de Fred Saberhagen o la trilogía de novellette de 1950 The Voyage of the Space Beagle de A. E. van Vogt (véase máquinas autorreplicantes en la ficción, más adelante). Los primeros análisis cuantitativos de ingeniería de una nave espacial autorreplicante fue publicado en 1980 por Robert Freitas, en la que el diseño no replicante del Proyecto Daedalus fue modificado para incluir todos los subsistemas necesarios para la autorreplicación. La estrategia de diseño era usar la sonda para entregar una fábrica "semilla" con una masa de aproximadamente 443 toneladas a un sitio lejano, teniendo a la fábrica semilla replicándose en muchas copias de sí misma para incrementar su capacidad total de fabricación, y luego usar el complejo industrial automatizado para construir más sondas con una sola fábrica semilla en su interior.

## Otras referencias
- Una cantidad de patentes han sido otorgadas para conceptos de máquinas autorreplicantes.[43] The most directly relevant include Patente USPTO n.º 4734856 "Autogeneric system" Inventor: Davis; Dannie E. (Elmore, AL) (March 1988), Patente USPTO n.º 5659477 "Self reproducing fundamental fabricating machines (F-Units)" Inventor: Collins; Charles M. (Burke, VA) (August 1997), Patente USPTO n.º 5764518 " Self reproducing fundamental fabricating machine system" Inventor: Collins; Charles M. (Burke, VA)(June 1998); Collins' PCT:[44] and Patente USPTO n.º 6510359 "Method and system for self-replicating manufacturing stations" Inventors: Merkle; Ralph C. (Sunnyvale, CA), Parker; Eric G. (Wylie, TX), Skidmore; George D. (Plano, TX) (January 2003).

- Replicadores macroscópicos son mencionados brevemente en el cuarto capítulo del libro de 1986 Motores de la Creación de K. Eric Drexler.[3]

- En 1995, Nick Szabo propuso un desafío para construir un replicador a macroescala usando kits de robot de la marca Lego y partes básicas similares.[45] Szabo escribió que esta aproximación era más sencilla que previas propuestas para replicadores a macroescala, pero predijo exitosamente que incluso este método no llevaría a un replicador a macroescala dentro de diez años.

- En 2004, Robert Freitas y Ralph Merkle publicaron la primera revisión comprensiva del campo de la autorreplicación (del cual mucho del material en este artículo se deriva, con permiso de los autores), en su libro máquinas autorreplicantes cinemáticas, que incluye más de 3000 referencias de literatura.[1] Este libro incluyó un nuevo diseño de ensamblador molecular,[46] una introducción a las matemáticas de la replicación,[47] y el primer análisis comprensivo de todo el espacio de diseño de replicadores.[48]

## Máquina autorreplicantes en la ficción
En la ficción, la idea se retrae al menos tan lejos como el guion de 1920 R.U.R. (Robots Universales de Rossum) de Karel Čapek. Un obstáculo fundamental de las máquinas autorreplicantes, como reparar los sistemas de reparación, fue la falla crítica en la sociedad automatizada descrita en La máquina se detiene de E. M. Forster.
A. E. van Vogt usó la idea como una forma de trama en su historia "M33 in Andrómeda" (1943), que más tarde fue combinada con los otros tres relatos cortos de la Space Beagle para convertirse en la novela El viaje del Beagle Espacial. El relato describe la creación de armas autorreplicantes diseñadas para destruir al Anabis, una forma de vida malévola de alcance galáctico dedicada a la destrucción de la raza humana.
Un primer tratamiento fue el relato corto llamado Autofac de Philip K. Dick, publicado en 1955. Dick también tocó este tema en su relato de anterior de 1953 La segunda variedad. Otro ejemplo puede ser encontrado en el relato corto de 1962 Epílogo de Poul Anderson, en el cual barcazas de fábricas autorreplicantes fueron propuestas para ser extraer minerales desde el océano que sería usados como materia prima.
En su relato corto "Crabs on the Island" (en castellano: Los cangrejos caminan sobre la isla) (1958) Anatoly Dneprov especula sobre la idea que dado que el proceso de replicación nunca es 100% exacto, esto llevaría a ligeras diferencias en sus descendientes, sobre varias generaciones de replicación las máquinas estarían sometidas a una evolución similar a la de los organismos vivos. En el relato, una máquina es diseñada, con el único propósito de encontrar metal para producir copias de sí misma, destinada para ser usada como un arma contra las máquinas de guerra del enemigo. Las máquinas son liberadas en una isla desierta, siendo la idea que una vez que el metal disponible sea usado completamente y ellas comiencen a combatir una contra otra, esperando que la selección natural mejore su diseño. Sin embargo, la evolución se detiene cuando el último descendiente, un enorme cangrejo, es creado, siendo este incapaz de reproducirse ya que carecía de la energía y materiales necesarios.
Stanisław Lem también estudió la misma idea en su novela El Invencible (1964), en la que la tripulación de una nave espacial aterriza en un planeta distante y encuentra una forma de vida no biológica, la cual es el producto de una larga, posiblemente millones de años, evolución mecánica. Este fenómeno es clave en el relato de Anderson mencionado anteriormente.
John Sladek usó el concepto con fines humorísticos en su primera novela The Reproductive System (en castellano: El Sistema Reproductivo) (1968, también titulada Mechasm en algunos mercados), donde un proyecto de investigación militar estadounidense se sale de control.
El estudio "Automatización Avanzada para Misiones Espaciales" de la NASA inspira directamente a la novela de ciencia ficción El código del creador de la vida (1983) por James P. Hogan.
La película Screamers, basada en el relato corto de Dick llamado La Segunda Variedad, presenta a un grupo de armas robóticas creadas por la humanidad para actuar como dispositivos de Von Neumann / berserkers. Los robots originales son sierras mecánicas subterráneas que hacen un ruido como de chillido cuando se aproximan a su potencial víctima desde abajo del suelo. Estas máquinas son autorreplicantes y, como se encuentra en el curso de la película, son muy inteligentes y se las han arreglado para evolucionar en formas más nuevas y peligrosas, siendo lo más notable formas humanas que los humanos reales en la película no pueden diferenciar de otros humanos reales excepto por prueba y error.
Terminator es una película de ciencia ficción/acción de 1984 dirigida y coescrita por James Cameron que describe una guerra entre la humanidad y máquinas autorreplicantes lideradas por una inteligencia artificial central conocida como Skynet. Civilizaciones de máquinas son un tema recurrente en la ficción.
El concepto es también usado ampliamente en la televisión de ciencia ficción. La serie de televisión Lexx trataba acerca de un ejército de robots autorreplicantes conocidos como zánganos Mantrid. Adicionalmente, los Replicadores son una horda de máquinas autorreplicantes que aparecen frecuentemente en Stargate SG-1, también los Borg y "nanites" de Star Trek también podrían ser considerados máquinas autorreplicantes.

### Otros trabajos notables conteniendo replicadores
- "The Necessary Thing" de Robert Sheckley, en el que el Replicador Universal es engañado en replicarse a sí mismo.
- La serie de libros y relatos cortos Berserker de Fred Saberhagen.
- La fragua de Dios de Greg Bear.
- 2010: Odisea dos de Arthur C. Clarke.
- The World at the End of Time de Frederik Pohl.
- Recursion de Tony Ballantyne. ISBN 0-330-42699-0
- Evolución de Stephen Baxter.
- Spin de Robert Charles Wilson.
- Presa de Michael Crichton.
- El hombre terminal una novela de Michael Crichton (1972), tiene un relato de un ordenador que había sido programado para llamar aleatoriamente a teléfonos hasta que llama a un módem que es respondido por otro ordenador. Entonces el primer ordenador también programa al ordenador que responde para que comience a llamar a teléfonos aleatoriamente en busca de otro ordenador. La "infección", postulada mucho antes de la existencia de internet, se asume que se expande exponencialmente a través de los ordenadores afectados, de forma similar a una infección biológica. Esto es una temprana descripción de un virus o gusano de ordenador.
- The Shockwave Rider de John Brunner (1975) es un temprano ejemplo de una descripción de un virus o gusano de ordenador.
- The Adolescence of P-1 de Thomas J. Ryan (1977) es otro ejemplo temprano de un virus o gusano de ordenador.
- Singularity Sky de Charles Stross.

## Prospectos de su implementación
A medida que el uso de la automatización industrial se ha expandido, algunas fábricas se han comenzado a acercar a una apariencia de autosuficiencia que sugiere a máquinas autorreplicantes. Sin embargo, con tales fábricas es poco probable lograr el "cierre total" hasta que el costo y la flexibilidad de la maquinaria automatizada se acerque al costo de la mano de obra humana y que la fabricación de repuestos y otros componentes en forma local sea más económica que traerlas de alguna otra parte. Como Samuel Butler ha señalado en Erewhon, la replicación de fábricas de máquinas herramientas universales parcialmente cerradas es ya posible. Dado que la seguridad sería la meta primordial de semejante objetivo, las consideraciones de regulación legal limitarían los futuros esfuerzos de desarrollo a sistemas que carezcan de autonomía, ya sea, de control, materia o energía. Las máquinas replicadoras totalmente capaces son más útiles para desarrollar recursos en ambientes peligrosos que no son fácilmente alcanzados por los sistemas de transporte existentes (como por ejemplo el espacio exterior).
Un replicador artificial puede ser considerado como una forma de vida artificial. Dependiendo de su diseño, podría estar sujeto a evolución sobre un extendido periodo de tiempo. Sin embargo, con un robusto sistema de corrección de errores y la posibilidad de intervención externa, el común escenario en la ciencia ficción de la vida robótica saliéndose de control sería extremadamente poco probable en un futuro pronosticable.